# 安德烈杜父鱼属
安德烈杜父鱼属（学名：Andriashevicottus）为杜父鱼科的一个属。

## 下属物种
本属包括以下物种：
- 大头安德列杜父鱼 Andriashevicottus megacephalus Fedorov, 1990